# Maksilarni sinus
Maksilarni sinus se nalazi u tijelu gornje čeljusti i najveći je paranazalni sinus. Vrh se sinusa nastavlja u zigomatičnu kost. Krov sinusa čini dno orbite a dno tvore alveolarni nastavci maksile.